# Доллар США
До́ллар Соединённых Штатов Америки (англ. United States dollar) — денежная единица США, одна из основных резервных валют мира. 1 доллар = 100 центов. Код в стандарте ISO 4217 — USD, цифровой — 840. Официальный символ — $; в США для замены слова «доллар» знак используется в препозиции, то есть перед числом. Правом денежной эмиссии обладает Федеральная резервная система (англ. Federal Reserve System, ФРС), выполняющая в США функции центрального банка.
Доллар США также имеет статус национальной валюты в некоторых других странах (например, Маршалловы острова, Сальвадор). Именно доллар США часто является дополнительной (параллельной) валютой в тех странах, где национальная валюта не является единственным законным средством платежа, включая случаи, когда собственная валюта фактически не используется в наличном и/или безналичном обращении (как, например, в Зимбабве).
По оценкам[чьим?], более 80 % мирового торгового оборота осуществляется в американских долларах.
По данным кооператива SWIFT в июле 2025 года доля американского доллара в международных расчетах составила 47%. При этом за тот же период доля евро составила 24%, а фунта стерлингов — 8%.

## История

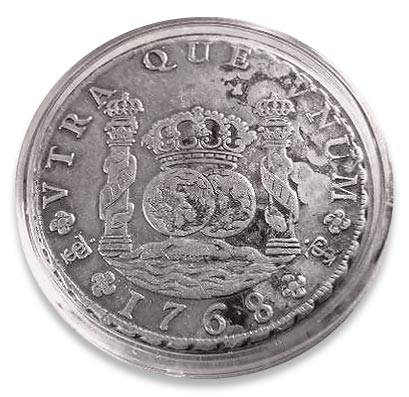
Серебряный реал города Потоси, имевший широкое хождение в американских колониях. Символ «$» предположительно является вариантом символа, состоящего из совмещённых букв PTSI (Potosi)

Слово «доллар» происходит от слова «Йоахимсталер», названия монеты XVI века, которую чеканили возле серебряной шахты в Йоахимстале, город Яхимов на территории современной Чехии. «Йоахимсталь» означает «дол (долина) Йоахима». «Йоахимсталер» позже было сокращено до «талер», слова, в итоге нашедшего отражение в названиях датских и шведских далеров, голландских даалдерах, эфиопских талари, итальянских таллеро, далдеров во фламандском языке, а в английском языке — долларов. Словом «талер» или «доллар» называли разные монеты в разное время. Название доллар упоминается в пьесе Шекспира, написанной в 1603—1606 годах:

Росс: «Свенон,

Король Норвежский, мира запросил,

Но, прежде чем предать земле убитых,

Ему пришлось на островке Сент-Кольм

Нам десять тысяч долларов вручить.»
Оригинальный текст (англ.)Rosse: «That now

Sweno, the Norway’s King, craves composition;

Nor would we deign him burial of his men

Till he disbursed at Saint Colme’s Inch

Ten thousand dollars to our general use.»
— Уильям Шекспир, Макбет, акт I, сцена 2

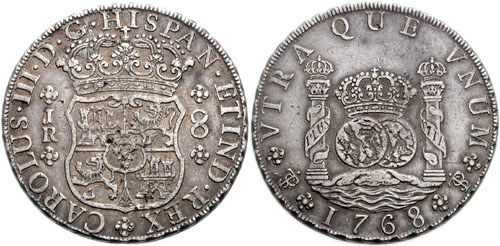
Испанский доллар 1768 года. Монета могла быть разделена на восемь (bit) или четыре части (quarter). Отсюда произошли американские названия мелкой разменной 25-центовой монеты — «quarter» (четвертак) и «two bits» (два кусочка).

В Англии (где произношение названия валюты изменилось на «доллар») «долларами» называли любые серебряные монеты, похожие на талер, а в колониальной Америке долларами называли испанскую серебряную монету в 8 реалов, которая имела широкое хождение там, то есть испанские серебряные песо (т. н. Spanish Dollars).
На момент провозглашения независимости США в 1776 году там имели хождение монеты разных государств. Восставшие тринадцать колоний ввели в оборот бумажные деньги — так называемые континенталы, не имевшие золотого или серебряного обеспечения. В 1780 году их выпуск прекратился, а с 1785 года Конгресс США в качестве общенациональной валюты ввёл испанское песо под наименованием «доллар».

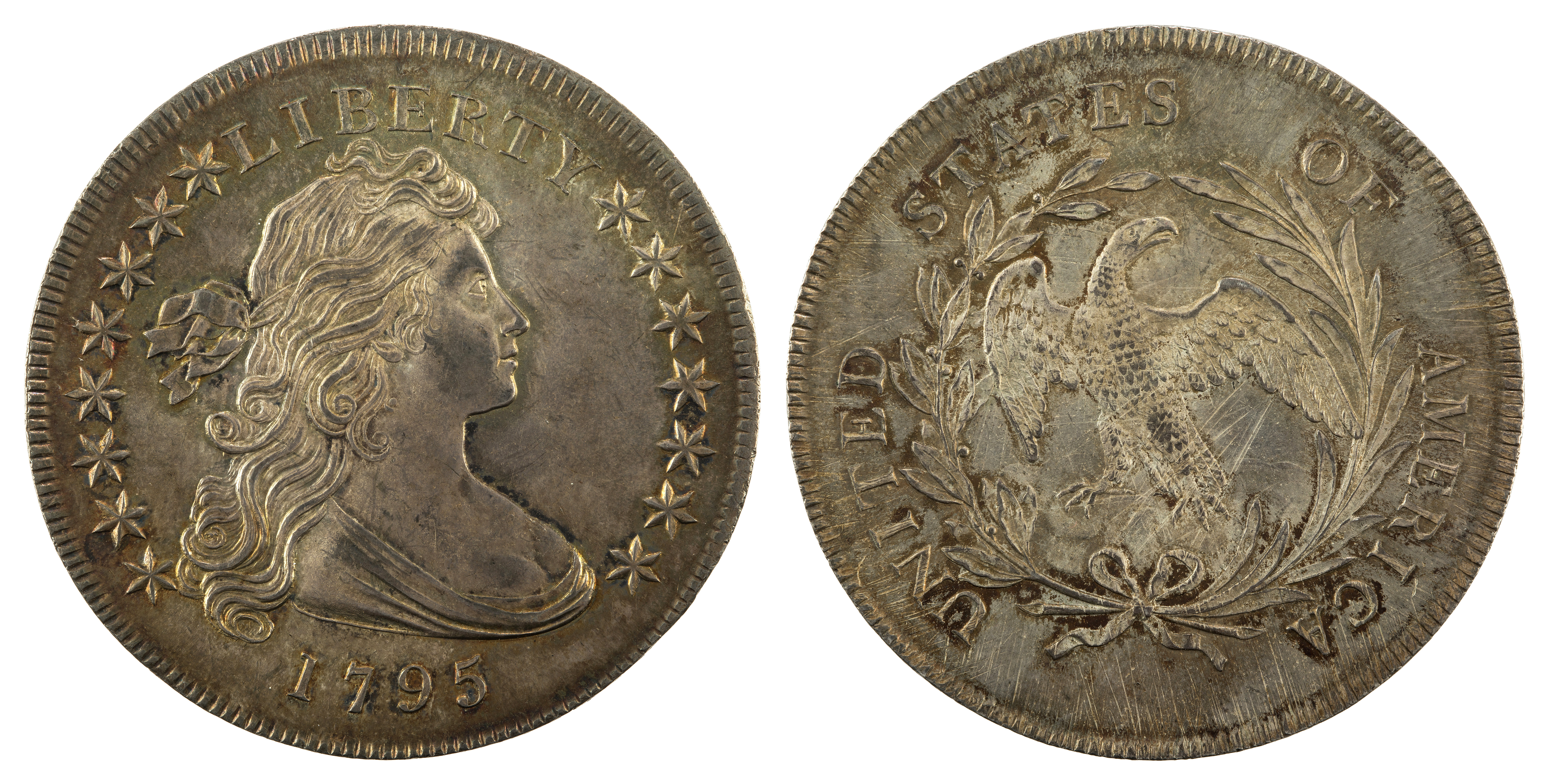
Доллар 1795 года

В 1792 году был принят монетный акт и в Филадельфии был учрежден монетный двор, который изготовлял медные, серебряные и золотые монеты. Первые однодолларовые монеты США были серебряными монетами.

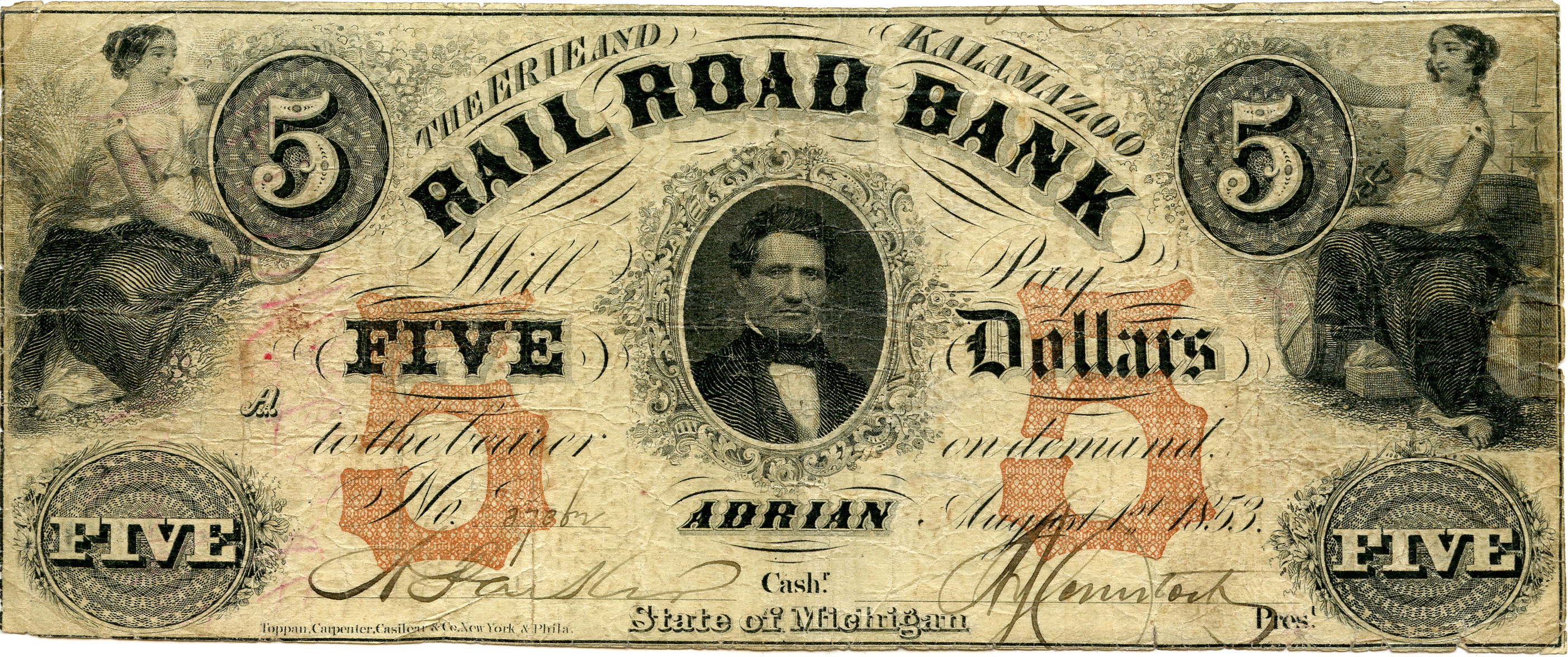
Пятидолларовая банкнота одного из американских банков 1853 года

Долгое время единственными выпускавшимися федеральными властями деньгами в США были именно монеты. Что же касается банкнот, то в период так называемой «Свободной банковской эры» с 1837 по 1866 год было выпущено около 8000 различных видов банкнот с номиналом в долларах, их эмитентами были отдельные штаты, муниципалитеты, частные банки, железные дороги, магазины, рестораны, церкви и даже отдельные физические лица. Многие банки того времени, выпускавшие свои банкноты, получили название «рискованные банки».
Во время Гражданской войны в США, в июле 1861 года, Конгресс США впервые уполномочил министерство финансов США печатать бумажные деньги. Они получили прозвище «гринбаки/гринбеки» англ. greenbacks — «зелёные спинки»), которое закрепилось за всеми видами американской валюты, независимо от её расцветки. Конгресс США сначала пообещал обменять гринбеки на золото, однако этого сделано не было. Так система бумажных денег, не разменных на золото или серебро, вошла в практику денежного обращения в США. При этом в то время объём поддельных денег составлял треть от общего объёма валюты, находящейся в обращении, и именно для борьбы с фальшивомонетчиками в 1865 году была создана Секретная служба США.

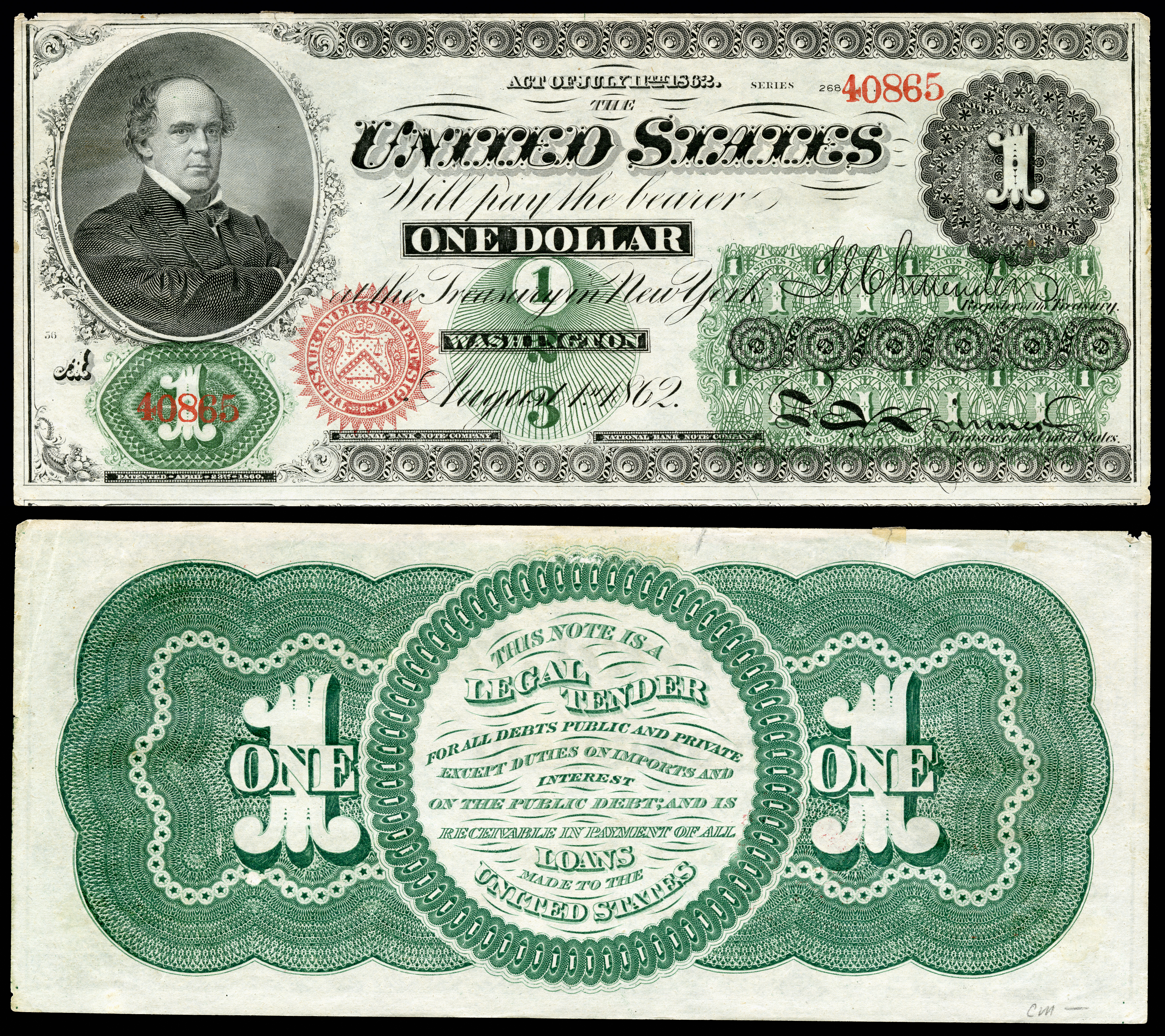
Банкноты времён Гражданской войны (Greenbacks). 1 доллар, 1862 г.
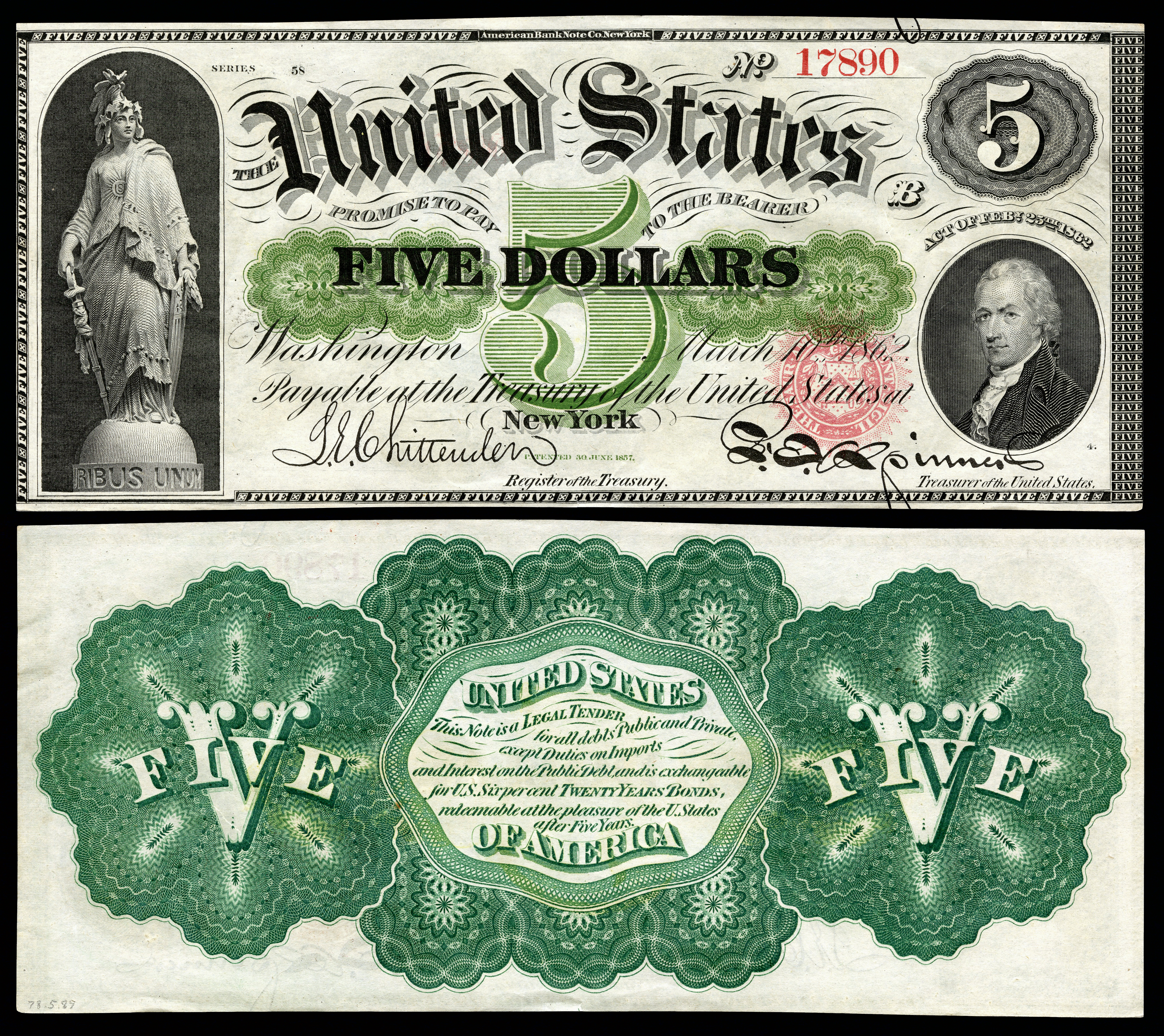
Банкноты времён Гражданской войны (Greenbacks). 5 долларов, 1862 г.
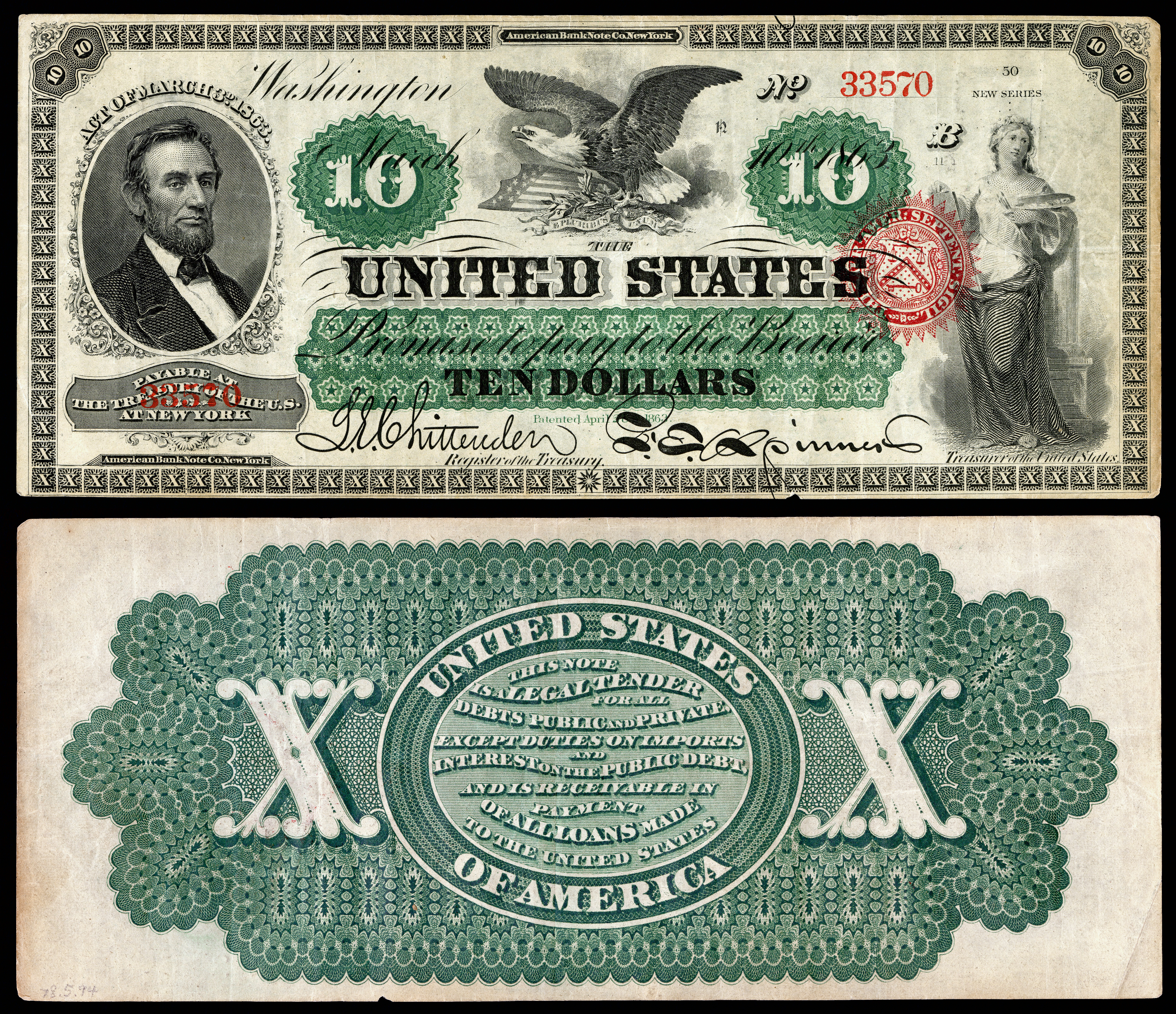
Банкноты времён Гражданской войны (Greenbacks). 10 долларов, 1863 г.
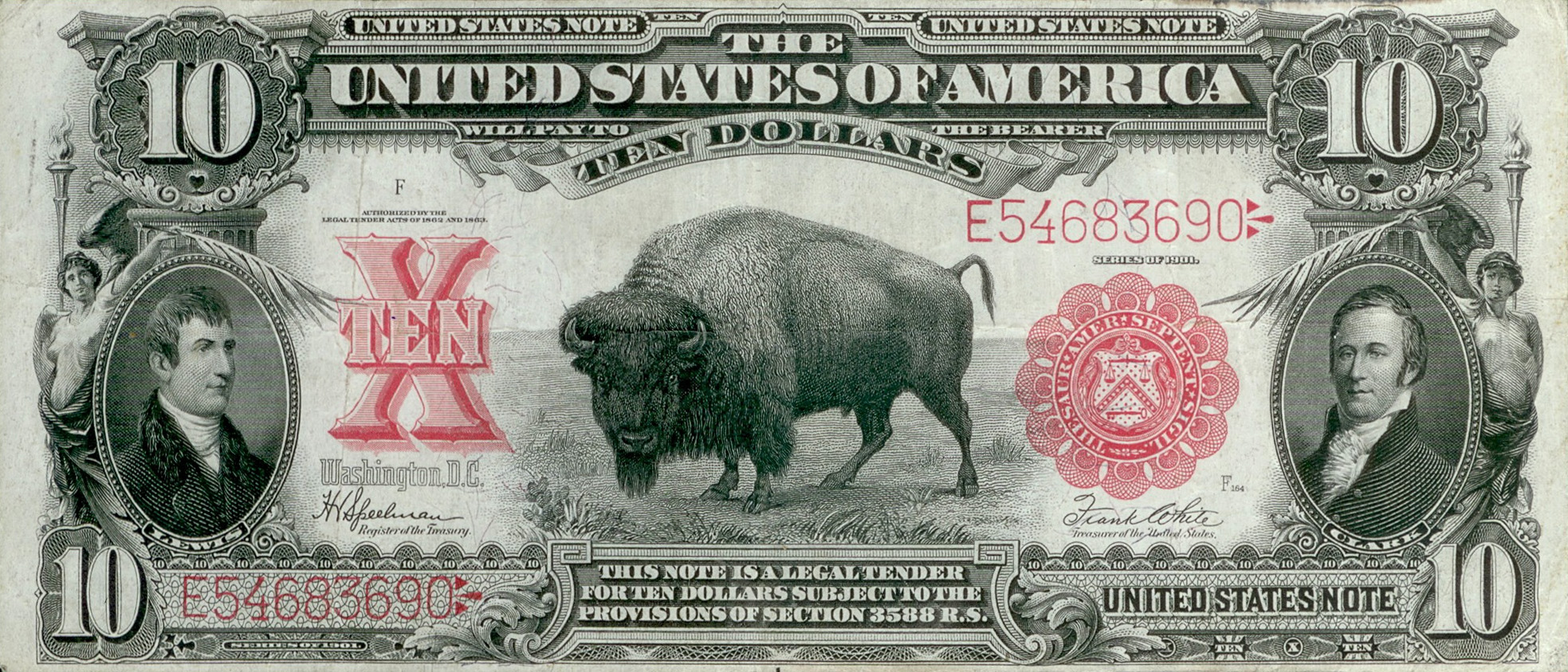
Бизон на аверсе 10 долларов, 1901 г.

В 1873 году был принят закон, по которому серебро предназначалось лишь для чеканки мелкой разменной монеты. Этот закон фактически вводил золотомонетный стандарт. В 1875 году были изъяты из обращения необеспеченные бумажные доллары («гринбеки»), что привело к появлению движения в защиту бумажных денег, ставшего известным как движение гринбекеров.
С 1877 году вся валюта США печатается в Бюро гравировки и печати.
В 1900 году был принят закон о золотом стандарте, который положил конец биметаллизму и утвердил золото в качестве единственного денежного металла. Содержание чистого золота в долларе устанавливалось на уровне 1,50463 грамма. В 1913 году была создана Федеральная резервная система, которая получила право эмитировать банкноты, подлежавшие обмену на золотые монеты.
Первая мировая война, во время которой золотой стандарт в США, в отличие от других стран, сохранялся, позволила доллару стать мировой валютой, которой ранее был британский фунт стерлингов. Однако Великая депрессия привела к тому, что золотомонетный стандарт в США в 1933 году был отменен, был принят указ о принудительном обмене золотых монет на бумажные деньги.
Окончательно доллар на первые позиции в мире вывела Вторая мировая война. В 1944 году гегемония доллара была закреплена Бреттон-Вудскими соглашениями, благодаря которым доллар заменил золото в качестве мирового универсального платежного средства.

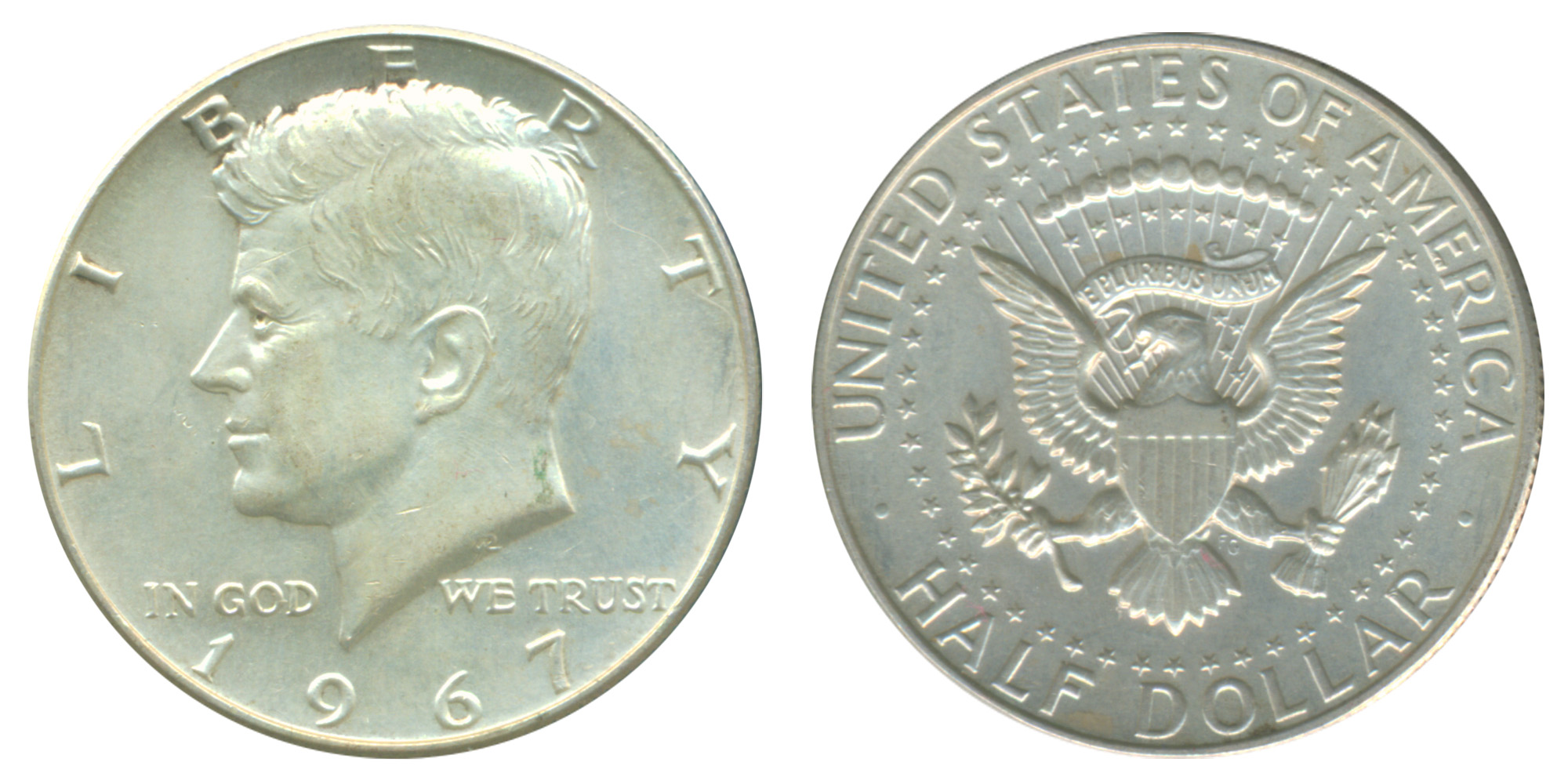
Полдоллара 1967 г. c изображением Кеннеди. Серебро

Периодически вносятся предложения о выводе из обращения банкноты достоинством 1 доллар и замене её монетами соответствующего номинала. Однако решение об изъятии этой банкноты Конгрессом США не было принято.

## Номиналы
Монеты США имеют следующие номиналы:
- 1 цент (пенни);
- 5 центов (никель);
- 10 центов (дайм — в отличие от других указанных в скобках наименований, это официальное название номинала);
- 1⁄4 доллара (квотер);
- 1⁄2 доллара (хаф);
- 1 доллар.

Все федеральные банкноты США, выпущенные, начиная с 1861 года, по сей день являются законным платёжным средством. С 15 августа 1971 года отменена обеспеченность доллара США золотым резервом.
В свободном обращении присутствуют и выпускаются банкноты с номиналами:
- 1 доллар;
- 2 доллара;
- 5 долларов;
- 10 долларов;
- 20 долларов;
- 50 долларов;
- 100 долларов.

Также существуют поныне действительные банкноты номиналом в 500, 1000, 5000, 10 000 долларов. Они выпускались до 1945 года, а с 1969 года официально изымаются из обращения (по причине использования электронных банковских платежей). Их бонистическая стоимость намного выше номинала. К примеру стоимость пятитысячной банкноты на аукционах может доходить до 10 000 долларов США. Из всех выпущенных банкнот номиналом 10 000 долларов, количество которых отслеживается ФРС и последний выпуск которых был в 1944 году (серия 1934 года), не изъяты из обращения только 336 штук, а номиналом 5000 долларов — 342 штуки.
Банкноты 100 000 долларов выпущены в 1934 году, в обороте не находились и использовались только во внутренних расчётах ФРС и казначейства.
Ныне наибольшая банкнота имеет номинал 100 долларов.

## Внешний вид, дизайн

### Монеты
| Изображение     | Изображение       | Номинал            | Портрет                    | Реверс                                        |
| Лицевая сторона | Оборотная сторона | Номинал            | Портрет                    | Реверс                                        |
| --------------- | ----------------- | ------------------ | -------------------------- | --------------------------------------------- |
|                 |                   | 1 цент             | Авраам Линкольн            | Щит, символизирующий объединённое государство |
|                 |                   | 5 центов           | Томас Джефферсон           | Монтичелло                                    |
|                 |                   | 1 дайм (10 центов) | Франклин Д. Рузвельт       | Оливковая ветвь, факел, дубовая ветвь         |
|                 |                   | ¼ доллара          | Джордж Вашингтон           | Белоголовый орлан — геральдический символ США |
|                 |                   | ½ доллара          | Джон Кеннеди               | Белоголовый орлан                             |
|                 |                   | 1 доллар           | Держащая ребёнка Сакагавея | Парящий орёл                                  |

### Банкноты
| Изображение     | Изображение       | Номинал | Портрет             | Реверс                                                         |
| Лицевая сторона | Оборотная сторона | Номинал | Портрет             | Реверс                                                         |
| --------------- | ----------------- | ------- | ------------------- | -------------------------------------------------------------- |
|                 |                   | 1       | Джордж Вашингтон    | Большая печать США                                             |
|                 |                   | 2       | Томас Джефферсон    | Репродукция картины Джона Трамбулла «Декларация независимости» |
|                 |                   | 5       | Авраам Линкольн     | Мемориал Линкольну                                             |
|                 |                   | 10      | Александр Гамильтон | Министерство финансов США                                      |
|                 |                   | 20      | Эндрю Джексон       | Белый дом                                                      |
|                 |                   | 50      | Улисс Грант         | Капитолий США                                                  |
|                 |                   | 100     | Бенджамин Франклин  | Индепенденс-холл                                               |

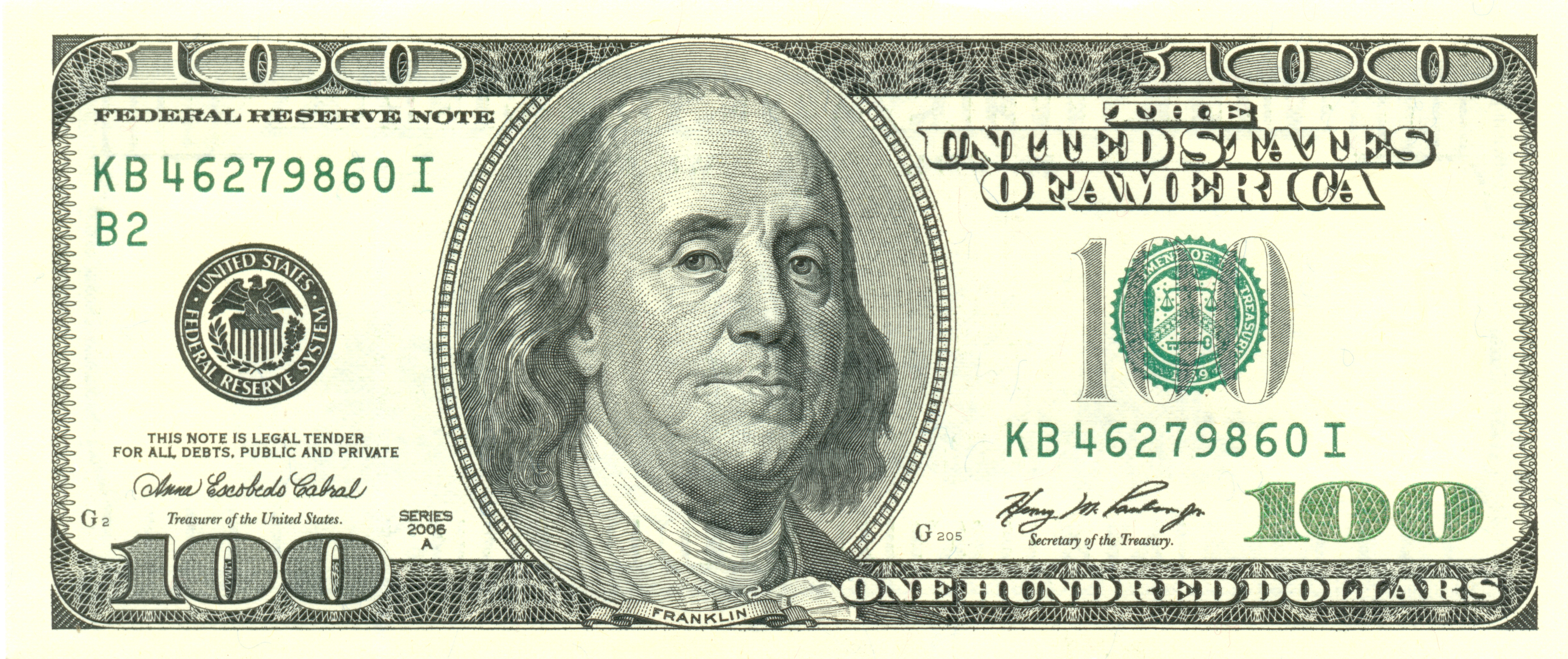
100 долларов образца 1996 г. с портретом Бенджамина Франклина

Ежедневно в США выпускается около 35 млн банкнот различного номинала на общую сумму примерно 635 млн долларов. 95 % банкнот, печатающихся ежегодно, используются для замены изношенных денег. В 2005 году стоимость изготовления одной банкноты составляла примерно 5,7 цента и почти не зависит от номинала.
Все современные долларовые банкноты имеют не зависящий от номинала одинаковый размер 155,956 на 66,294 мм (6,14 на 2,61 дюймов) и массу примерно 1 грамм.
Базовый дизайн большинства долларовых банкнот был утверждён в 1928 году. На банкнотах изображены портреты государственных деятелей США:
- 1-й президент страны Джордж Вашингтон (англ. George Washington) изображён на банкноте достоинством в 1 доллар.
- 3-й президент США Томас Джефферсон (англ. Thomas Jefferson) — на банкноте в 2 доллара.
- 16-й президент США, победитель в войне Севера и Юга, Авраам Линкольн (англ. Abraham Lincoln) — на банкноте в 5 долларов.
- Один из «отцов-основателей» США и первый министр финансов Александр Гамильтон (англ. Alexander Hamilton) — на банкноте в 10 долларов.
- 7-й президент США и один из создателей современного доллара Эндрю Джексон (англ. Andrew Jackson) — на банкноте в 20 долларов.
- 18-й президент США и герой гражданской войны Улисс Грант (англ. Ulysses Grant) — на банкноте в 50 долларов.
- Учёный, публицист и дипломат Бенджамин Франклин (англ. Benjamin Franklin) — на банкноте в 100 долларов.

В 2015 году было принято решение о выпуске новой 10-долларовой банкноты с изображением женщины. Банкнота готовилась к выпуску в 2020 году. Однако решение было отменено в 2016 году, из-за возросшей популярности Гамильтона.
На раритетных банкнотах:
- Председатель Верховного Суда США Джон Маршалл (англ. John Marshall) — на банкноте в 500 долларов 1918 года.
- 25-й Президент США Уильям Мак-Кинли (англ. William McKinley) — на банкноте в 500 долларов 1934 года.
- Первый министр финансов Александр Гамильтон (англ. Alexander Hamilton) — на банкноте в 1000 долларов 1918 года.
- 22-й и 24-й президент США Гровер Кливленд (англ. Grover Cleveland) — на банкноте в 1000 долларов 1934 года.
- 4-й президент Джеймс Мэдисон (англ. James Madison) — на банкноте в 5000 долларов.
- Глава Министерства Финансов во время правления президента Линкольна, а впоследствии глава Верховного Суда США Салмон Чейз (англ. Salmon Chase) — на банкноте в 10 000 долларов. Салмон Чейз первым распорядился поместить на американских деньгах надпись In God We Trust (с англ. — «Мы верим в Бога»[25]) — её начали чеканить на монетах достоинством 2 цента в 1864 году. На бумажных долларах она появилась в 1957 году, а с 1963 года используется постоянно. Любопытно, что первая банкнота достоинством 1 доллар, выпущенная в 1863 году, содержала не изображение Джорджа Вашингтона, а портрет Салмона Чейза (банкнота в 10 000 долларов уже не выпускается, но >100 шт. всё ещё находятся в обращении и являются законными платёжными средствами).
- 28-й президент Вудро Вильсон (англ. Woodrow Wilson) — на депозитном сертификате в 100 000 долларов (использовался исключительно для внутренних расчётов ФРС США, никогда не находился в свободном обращении).

На другой стороне банкнот помещены изображения, иллюстрирующие историю США. На достаточно редко встречающейся банкноте в 2 доллара — подписание Декларации Независимости, на 5 долларах — расположенный в Вашингтоне Мемориал Линкольну, на 10 долларах — здание Министерства финансов США, на 20 долларах — Белый дом, на 50 долларах — Капитолий, на 100 долларах — Индепенденс-холл, находящееся в Филадельфии здание, в котором была подписана Декларация Независимости. Время, которое указывают часы на башне на обратной стороне банкноты в 100 долларов — 14 часов 22 минуты, хотя в некоторых источниках можно найти, что время на часах — 16 часов 10 минут. Это легко можно опровергнуть, изучив изображение в большом разрешении.
На оборотной стороне однодолларовой банкноты помещены два изображения двухсторонней Большой печати США. Именно к большой печати (а не к дизайну самой банкноты) относятся все наиболее часто обсуждаемые элементы: 13 полос на щите орла, оливковая ветвь с 13 кисточками и 13 стрел в его лапах, 13 звёзд в облаке над головой орла, 13 ступеней в усечённой пирамиде (первоначально в США вошло 13 штатов), римские цифры MDCCLXXVI означают число 1776 (год провозглашения Декларации независимости), отрезанная верхушка пирамиды со вписанным глазом («Всевидящее око», весьма древний религиозный символ), латинские надписи «E pluribus unum» (13 букв, «Из многих — единое»), «Annuit Cœptis» (13 букв, если букву œ считать за две, «Он одобряет наши деяния») и «Novus Ordo Seclorum» («Порядок нового века») — цитаты заимствованы из «Энеиды» Вергилия и символизируют наступление «американской эры». Обычно все эти элементы связывают с масонством.
Некоторые авторы ошибочно приписывают дизайн однодолларовой банкноты 1935 года русскому художнику Николаю Рериху. Однако её дизайнером был Эдвард М. Уикс, начальник Гравировального отдела Бюро по выпуску денежных знаков и ценных бумаг при Министерстве финансов США. Инициаторами изменений были Генри Уоллес и Франклин Рузвельт.
Любопытна причина, почему доллар стал зелёного цвета. В 1869 году министерство финансов США подписало контракт с компанией из Филадельфии Messers J. М. & Сох на производство денежной бумаги со специальными водяными знаками в виде едва заметных вертикальных полос шириной 2—3 дюйма. Приблизительно в те же годы казначейство впервые стало печатать доллары с использованием зелёной краски. Причина нововведения — распространение фотографии: банкноты старого образца, выполненные чёрной краской, где лишь по краям наносился зелёный цвет, стало очень легко воспроизводить фотографическим способом. Так как при изготовлении уже применялся зелёный краситель, то не надо было подбирать цвета и закупать новые красители. В связи с этим уже имеющийся зелёный краситель стали применять в больших объёмах. 
До 1929 года при изготовлении долларов использовались разные цвета — монотонный зелёный появился лишь в 1929 году. Объясняется это обычно тем, что зелёные красители были достаточно дешёвыми, зелёный цвет был относительно устойчивым к внешним воздействиям и психологически вызывал доверие к деньгам и чувство оптимизма. В последние годы долларовые банкноты вновь приобрели разные цвета — оттенки жёлтого и розового.

## Производство банкнот и их защита
Доллары традиционно защищались от подделок. Бумагу для изготовления банкнот производит только одна компания, которой запрещено продавать её кому-либо, кроме федеральных властей США. Формула краски является секретом Бюро США по Гравировке и Печати (англ. Bureau of Engraving and Printing). В 1990 году в США начали производить доллары, дополнительно защищённые с помощью микропечати и защитных нитей. В 1996 году защита доллара была ещё более усилена. В 2003 году появилась новая версия банкноты в 20 долларов, в 2004 году — в 50, в 2005 году — в 100, в 2006 году — в 10, в 2008 году — в 5.
21 апреля 2010 года официальные представители Казначейства США, Совета управляющих Федеральной резервной системы и Секретной службы США обнародовали новый дизайн 100-долларовой банкноты. Обновлённая банкнота сохранила традиционный внешний вид американской валюты, но обрела новые эффективные элементы защиты от подделок. Новая 100-долларовая банкнота не была выпущена в обращение в связи с выявленными проблемами при её производстве. Новая дата введения в обращение — 8 октября 2013 года.
Чтобы успешно бороться с фальшивомонетчиками, планируется изменять дизайн долларов каждые 7—10 лет. При этом подразумевается, что старые банкноты выводятся из оборота, хотя и остаются действительными и обязательными к приёму.
Правом денежной эмиссии (выпуска) обладают 12 банков — членов ФРС. Территория США была разделена на 12 регионов (округов), каждый со своим федеральным резервным банком, которые имеют цифровое и буквенное обозначение в алфавитном порядке:
| Номер территории | Буква | Расположение центра |
| ---------------- | ----- | ------------------- |
| 1                | A     | Бостон              |
| 2                | B     | Нью-Йорк            |
| 3                | C     | Филадельфия         |
| 4                | D     | Кливленд            |
| 5                | E     | Ричмонд             |
| 6                | F     | Атланта             |
| 7                | G     | Чикаго              |
| 8                | H     | Сент-Луис           |
| 9                | I     | Миннеаполис         |
| 10               | J     | Канзас-Сити         |
| 11               | K     | Даллас              |
| 12               | L     | Сан-Франциско       |

Федеральные резервные банки, размещённые в этих центрах, имеют право печатать бумажные деньги.
Бумага, из которой изготавливаются доллары, состоит из 25 % льняной нити и 75 % — хлопковой, поэтому не желтеет со временем. Бумага усилена синтетическими волокнами (до Первой мировой войны эту функцию выполняли шёлковые нити).
Для того чтобы банкнота пришла в негодность и порвалась, её требуется согнуть 4 тысячи раз.
По данным Федеральной Резервной Системы США, срок службы однодолларовой банкноты составляет примерно 22 месяца. 5 долларов «живут» 24 месяца, 10 долларов — 18, 20 долларов — 25, 50 долларов — 55. Банкнота в 100 долларов является «долгожителем» и циркулирует 60 месяцев.

## Обмен доллара на золото и серебро
В 1792 году в США было установлено, что 1 тройская унция золота содержится в 19,3 доллара. В 1834 году за тройскую унцию давали уже 20,67 доллара, поскольку США не имели достаточного золотого запаса, чтобы обеспечить весь объём выпущенных денег, и курс валюты приходилось снижать.
После Первой мировой войны девальвация продолжалась. В 1933 году был упразднён золотой паритет доллара и была введена его конвертируемость.
В 1934 году за 1 тройскую унцию золота давали 35 долларов. Несмотря на экономический кризис, США пытались сохранить фиксированную привязку доллара к золоту, ради этого поднималась учётная ставка, но это не помогло. Однако, в связи с последовавшими войнами, золото из Старого Света стало перемещаться в Новый, что восстановило на время привязку доллара к золоту.
До 1900 года доллар свободно обменивался на золото и серебро; с 1900 по 1934 год — только на золото (1,67 г. за доллар). С 1934 по 1975 год обмен на золото производился только для иностранных правительств (в 1934—1972 годах — 0,88865 г за доллар; в 1972—1975 годах — 0,81853 г за доллар).
В 1944 году было принято Бреттон-Вудское соглашение. Был введён золотодевизный стандарт, основанный на золоте и двух валютах — долларе США и фунте стерлингов Великобритании, что положило конец монополии золотого стандарта. Согласно новым правилам, доллар становился единственной валютой, напрямую привязанной к золоту. Казначейство США гарантировало обмен долларов на золото иностранным правительственным учреждениям и центральным банкам в соотношении 35 долларов за тройскую унцию. Фактически золото превратилось из основной в резервную валюту.
В конце 1960-х годов высокая инфляция в США вновь сделала невозможным сохранение золотой привязки на прежнем уровне, ситуацию осложнял и внешнеторговый дефицит США. Рыночная цена золота стала ощутимо превышать официально установленную. В 1971 году президент США Ричард Никсон «временно» запретил обмен доллара на золото, провёл несколько девальваций: в 1971 году цена тройской унции золота выросла до 38 долларов, а в 1973 году — до 42,22 доллара. Без возобновления обмена на золото, в 1976 году была создана Ямайская валютная система, в рамках которой официально отменялась привязка доллара к золоту, но при этом доллар оставался мировой резервной валютой с плавающим коэффициентом обмена.

## Обращение в США
За производство, распространение и учёт долларов в США с 1913 года отвечает Федеральная резервная система (англ. Federal Reserve System, ФРС) (учреждена 23 декабря 1913 года), выполняющая функции центрального банка страны. Количество произведённых денег зависит от потребностей США.
По данным Министерства Финансов США (англ. Department of Treasury), ныне примерно 99 % произведённых долларовых банкнот и монет находятся в свободном обращении, но только четверть — наличными средствами.
По состоянию на 30 сентября 2006 года в мире существовало банкнот и монет на общую сумму 971 млрд 922 млн 146 тыс. 480 долларов, из них 790 млрд 556 млн 11 тыс. 806 долларов находились в свободном обращении (то есть, на каждого жителя планеты приходилось 150 долларов).

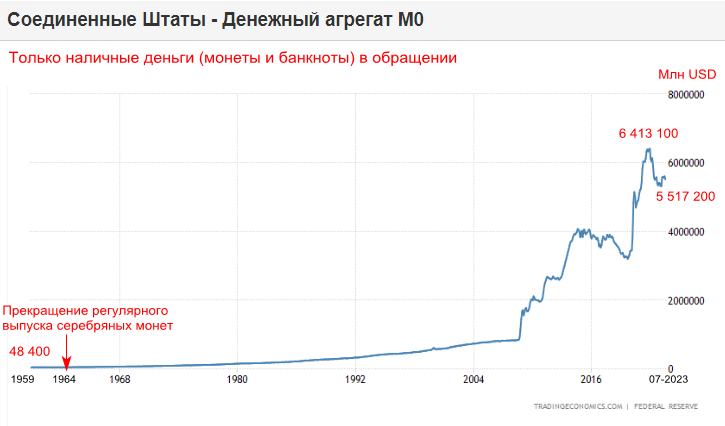
Объём наличных долларов США в 1959—2023 годах

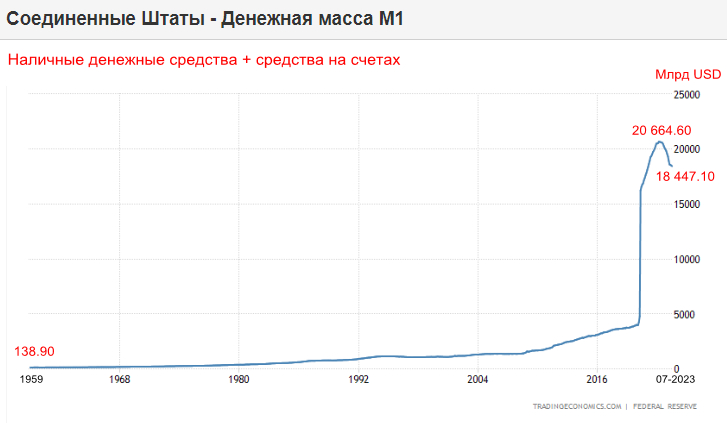
Объём наличных и безналичных долларов США в 1959—2023 годах

По статистике ФРС США денежная масса выпущенных долларов США (денежный агрегат M1 — наличные и средства на счетах), находящихся в обороте на начало 1959 года, составляла сумму 138,9 млрд USD; к концу июля 2023 года — 18,4471 трлн USD (13 280,85 % к середине XX века); пик — 20,6642 трлн USD.

## Обращение в мире
Доллар США впервые стал важной международной резервной валютой в 1920-х годах, вытеснив британский фунт стерлингов, поскольку он практически не пострадал из-за Первой мировой войны, а Соединённые Штаты получили значительный приток золота во время войны.
После того как Соединённые Штаты стали ещё более сильной мировой сверхдержавой во время Второй мировой войны, Бреттон-Вудское соглашение 1944 года установило доллар США в качестве основной мировой резервной валюты и единственной послевоенной валюты, связанной с золотом. Несмотря на то, что в 1971 году все связи с золотом были разорваны, доллар по сей день остаётся главной мировой резервной валютой для международной торговли.
| Валюты | 1995 | 1996 | 1997 | 1998 | 1999 | 2000 | 2001 | 2002 | 2003 | 2004 | 2005 | 2006 | 2007 | 2008 | 2009 | 2010 | 2011 | 2012 | 2013 | 2014 | 2015 | 2016 |
| --- | ---- | ---- | ---- | ---- | ---- | ---- | ---- | ---- | ---- | ---- | ---- | ---- | ---- | ---- | ---- | ---- | ---- | ---- | ---- | ---- | ---- | ---- |
| USD | 59,0 | 62,1 | 65,2 | 69,3 | 70,9 | 70,5 | 70,7 | 66,5 | 65,8 | 65,9 | 66,4 | 65,7 | 64,1 | 64,1 | 62,1 | 61,8 | 62,3 | 61,1 | 61,0 | 63,1 | 64,2 | 64,0 |
| EUR | —    | —    | —    | —    | 17,9 | 18,8 | 19,8 | 24,2 | 25,3 | 24,9 | 24,3 | 25,2 | 26,3 | 26,4 | 27,6 | 26,0 | 24,7 | 24,3 | 24,4 | 22,1 | 19,7 | 19,7 |
| DEM | 15,8 | 14,7 | 14,5 | 13,8 | —    | —    | —    | —    | —    | —    | —    | —    | —    | —    | —    | —    | —    | —    | —    | —    | —    | —    |
| GBP | 2,1  | 2,7  | 2,6  | 2,7  | 2,9  | 2,8  | 2,7  | 2,9  | 2,6  | 3,3  | 3,6  | 4,2  | 4,7  | 4,0  | 4,3  | 3,9  | 3,8  | 4,0  | 4,0  | 3,8  | 4,9  | 4,4  |
| JPY | 6,8  | 6,7  | 5,8  | 6,2  | 6,4  | 6,3  | 5,2  | 4,5  | 4,1  | 3,9  | 3,7  | 3,2  | 2,9  | 3,1  | 2,9  | 3,7  | 3,6  | 4,1  | 3,8  | 3,9  | 4,0  | 4,2  |
| FRF | 2,4  | 1,8  | 1,4  | 1,6  | —    | —    | —    | —    | —    | —    | —    | —    | —    | —    | —    | —    | —    | —    | —    | —    | —    | —    |
| CHF | 0,3  | 0,2  | 0,4  | 0,3  | 0,2  | 0,3  | 0,3  | 0,4  | 0,2  | 0,2  | 0,1  | 0,2  | 0,2  | 0,1  | 0,1  | 0,1  | 0,1  | 0,3  | 0,3  | 0,3  | 0,3  | 0,2  |
| CNY | —    | —    | —    | —    | —    | —    | —    | —    | —    | —    | —    | —    | —    | —    | —    | —    | —    | —    | —    | —    | —    | 1,1  |
| Прочие | 13,6 | 11,7 | 10,2 | 6,1  | 1,6  | 1,4  | 1,2  | 1,4  | 1,9  | 1,8  | 1,9  | 1,5  | 1,8  | 2,2  | 3,1  | 4,4  | 5,1  | 6,3  | 6,5  | 6,9  | 6,9  | 6,4  |
| Источники: - 2015—2016 — МВФ: IMF Releases Data on the Currency Composition of Foreign Exchange Reserves Including Holdings in Renminbi; - 1995—2009 — МВФ: Currency Composition of Official Foreign Exchange Reserves; - 1999—2005 — ЕЦБ: The Accumulation of Foreign Reserves |      |      |      |      |      |      |      |      |      |      |      |      |      |      |      |      |      |      |      |      |      |      |

### Парадокс Триффина
В начале 1960-х годов Роберт Триффин сформулировал ключевое противоречие Бреттон-Вудской системы, в которой главенствующую роль играл доллар США, обеспеченный золотым резервом США. Парадокс Триффина обычно связывают с кризисом Бреттон-Вудской системы.

### Долларизация
Доллариза́ция экономики — феномен международного денежного рынка, при котором доллар США (иностранная валюта) широко применяется для операций внутри страны или отдельных отраслей её экономики, вплоть до полного вытеснения национальной валюты.
Официально долларизованные экономики:
- Виргинские Острова (Великобритания);
- Восточный Тимор;
- Зимбабве — весной 2009 американский доллар заменил из-за гиперинфляции доллар Зимбабве;
- Эквадор — в начале 2000 американский доллар заменил сукре в качестве национальной валюты, однако эквадорский сентаво используется в качестве разменной монеты;
- Панама, однако использует свои монеты (панамский бальбоа, приравненный к доллару);
- Сальвадор. До 2001 года денежной единицей страны был сальвадорский колон. Колон полностью выведен из обращения в 2004 году;
- Теркс и Кайкос.

также — ассоциированные с США государства:
- Северные Марианские Острова;
- Маршалловы Острова;
- Федеративные Штаты Микронезии;
- Гуам;
- Пуэрто-Рико;
- Палау.

### Роль резервной валюты и экономика США
В течение 2000-х гг. более 50 % от общего объёма золотовалютных резервов стран мира были в долларах США. В 2003—2008 гг., по мере усиления евро и накопления негативных тенденций в экономике США, курс доллара по отношению к другим валютам и роль его в качестве резервной валюты снижались. Со второй половины 2008 года, в условиях глобализации кризисных явлений в мировой экономике наблюдался рост курса доллара по отношению к валютам других стран, так как доллар считается стабильной валютой-убежищем.
В 2022 году в Toronto Star было высказано мнение, что доллар может потерять статус резервной валюты. В качестве аргументов приводились подрывающие доверие инвесторов действия США: отказ от «золотого стандарта» в 1971, количественное смягчение в 2008 и использование доллара в качестве оружия в 2022. По мнению автора, альтернативой может стать новая валюта, базирующаяся на стоимости золота или другого ликвидного товара.

### Роль в экономике США
В 2010 году международная исследовательская организация McKinsey Global Institute опубликовала отчёт о статусе и перспективах доллара в мировой финансовой системе после кризиса 2008 года. Целью исследования было — определить чистый результирующий эффект для Соединённых Штатов от доллара в статусе главной резервной валюты мира.
Итоги исследования были неоднозначными. Исследователи отметили, что статус эмитента резервной валюты позволяет Соединённым Штатам экономить на комиссиях при конвертации валюты, а также позволяет правительству США заимствовать средства на рынках капитала по относительно низким ставкам из-за высокой ликвидности доллара. Возможность эмиссий дополнительных объёмов валюты и относительно низкий связанный с этим риск инфляции в стране, за счёт иностранных покупателей, так же был отмечен как положительный эффект для США.
Однако, по словам экономистов, США имели очень небольшой полезный финансовый эффект от расчётов в долларе. По разным подсчётам, в 2007 и 2008 годах он составил 40 млрд (0,3 % от ВВП) и 70 млрд (0,5 % от ВВП) соответственно. Согласно отчёту, за время удорожания доллара в 2009 году на 10 % чистая польза для экономики США составила 25 млрд долларов.
В качестве отрицательных факторов для США исследователи отметили то, что высокая ликвидность доллара порождает высокий спрос на него и приводит к завышению курса что в свою очередь негативно отражается на позициях экспортёров и конкурентоспособности отечественных производителей в США, а также стимулирует увеличение долговой нагрузки страны и увеличивает торговый дефицит.

### Монетарная политика ФРС США после 2008 года
В ноябре 2008 года ФРС объявила о программе «количественного смягчения» (QE). Программа предусматривает выкуп Федеральной резервной системой «токсичных» облигаций (неликвидных активов) за счёт эмиссии долларов США. С ноября 2008 года по июнь 2010 года ФРС скупила ипотечных долгов и других облигаций на 2,1 трлн долларов. Скорость эмиссии составила 105 млрд долларов в месяц.
Второй этап программы смягчения (QE2) начался в ноябре 2010 года и закончился в июне 2011 года. Сумма выкупа составила 600 млрд долларов (скорость — 75 млрд долларов в месяц).
Третий этап (QE3) начался в сентябре и продлится до конца 2012 года. ФРС объявила, что планируется эмиссия — 125 млрд долларов в месяц. Из них 85 млрд долларов — через программу выкупа ценных бумаг Казначейства США и 40 млрд долларов — через выкуп ипотечных долгов.
12 декабря 2012 года опубликовано решение, что с 1 января 2013 года скорость эмиссии составит 85 млрд долларов в месяц: 45 млрд на выкуп ценных бумаг Казначейства США и 40 млрд — на выкуп ипотечных бумаг.
Программу QE-3, называемую Twist, предполагалось завершить в июне 2012 года, но на фоне слабого роста американской экономики и, наоборот, высокой безработицы её решено было продлить до конца года. В сентябре 2012 года её продлили вновь. При этом меняется структура программы, с учётом вдвое замедлившегося за минувший год роста цен. В рамках программы Twist центральный банк США ежемесячно продавал краткосрочных американских гособлигаций из своего портфеля на 45 млрд долларов и на такую же сумму покупал облигации долгосрочные. То есть баланс операций был нулевым. С сентября 2012 года ФРС добавила новый элемент — покупку у банков и других финансовых компаний ипотечных облигаций на 40 млрд долларов ежемесячно. Эти деньги поступают в финансовую систему.

## Режим валютного курса
В отношении доллара США используется режим свободно плавающего валютного курса.

## Золотые и серебряные сертификаты

1 доллар 1899 г. Аверс и реверс
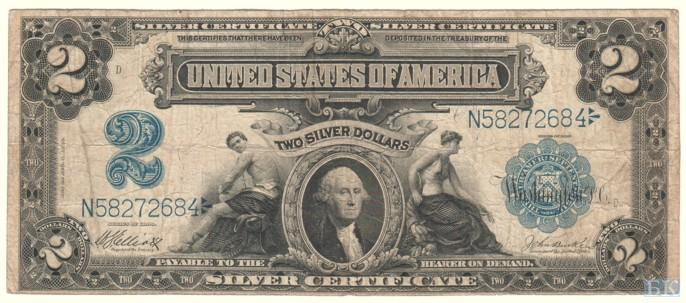
2 доллара 1899 г. Аверс
1 доллар 1957 г. Аверс
Золотой сертификат 10 долларов 1907 г. Аверс и реверс